# Diospyros sanza-minika
Diospyros sanza-minika là một loài thực vật có hoa trong họ Thị. Loài này được A.Chev. mô tả khoa học đầu tiên năm 1909.